# Anisopodus acutus
Anisopodus acutus är en skalbaggsart som beskrevs av Thomson 1865. Anisopodus acutus ingår i släktet Anisopodus och familjen långhorningar. Inga underarter finns listade i Catalogue of Life.